# Laufskálafjallgarður
Laufskálafjallgarður är kullar i republiken Island. De ligger i regionen Norðurland eystra, 300 km nordost om huvudstaden Reykjavík.